# Andrei Bărbulescu
Andrei Bărbulescu (Slatina, 1909. október 16. – 1987. július 30.) román válogatott labdarúgó, fedezet, edző.

## Pályafutása
Az Argeș Pitești csapatában kezdte a labdarúgást, majd 1924 és 1927 között a Venus București korosztályos csapatában szerepelt. 1927-ben a Juventus București első csapatában mutatkozott be, ahol öt idényen át játszott és egy bajnoki címet szerzett (1929–30). 1932 és 1940 között nevelőklubja, a Venus București labdarúgója volt. Nyolc idény alatt négy bajnoki címet nyert a csapattal (1933–34, 1936–37, 1938–39, 1939–40). 1940–41-ben a Sportul Studențesc játékosa volt, majd visszatért a Venushoz. 1945-ben itt vonult vissza az aktív labdarúgástól.
1935 és 1938 között három alkalommal szerepelt a román válogatottban. Tagja volt a franciaországi világbajnokságon részt vevő csapatnak.
1951-ben a Ştiinţa Cluj edzője volt.

## Sikerei, díjai
Juventus București
- Román bajnokság
  - bajnok: 1929–30

 Venus București
- Román bajnokság
  - bajnok: 1933–34, 1936–37, 1938–39, 1939–40

## Statisztika

### Mérkőzései a román válogatottban
| Románia | Románia             | Románia        | Románia     | Románia  | Románia  | Románia         | Románia | Románia |
| #       | Dátum               | Helyszín       | Hazai       | Eredmény | Vendég   | Kiírás          | Gólok   | Esemény |
| ------- | ------------------- | -------------- | ----------- | -------- | -------- | --------------- | ------- | ------- |
| 1.      | 1935. augusztus 25. | Erfurt         | Németország | 4 – 2    | Románia  | barátságos      | -       |         |
| 2.      | 1935. szeptember 1. | Stockholm      | Svédország  | 7 – 1    | Románia  | barátságos      | -       |         |
| 3.      | 1938. június 9.     | Toulouse (FRA) | Kuba        | 2 – 1    | Románia  | vb-nyolcaddöntő | -       |         |
|         | Összesen            |                |             | 3        | mérkőzés |                 | 0       | gól     |